# 戈洛文基 (博爾茲納區)
51°22′59″N 32°39′59″E / 51.38306°N 32.66639°E
戈洛文基（烏克蘭語：Головеньки），是烏克蘭北部的村莊，隸屬切爾尼希夫州的尼任區。該村面積4平方公里，海拔高度125米，2022年人口1,000，人口密度每平方公里296.25人。
- Прогноз погоди в селі Головеньки （页面存档备份，存于）